# Nils Ødegaard
Nils Knutsen Ødegaard, född 6 oktober 1853 i Vestre Slidre, död 1921, var en norsk agronom. Han var bror till Ole Ødegaard.
Ødegaard var föreståndare för Vestnes lantbruksskola i Romsdals amt 1887–1890 och Kristians amts lantbruksskola 1893–1904 samt direktör för Norges lantbrukshögskola i Ås 1905–1913.
Ødegaard skrev bland annat Haandbog for landmænd (tillsammans med Gudbrand Tandberg, 1880), Jordbrukslære (1893; tredje upplagan 1912), Budeibok (1901), prisbelönad, Husdyrlære (1904) och en bok om Kristians amt samt redigerade jubileumsskriften "Norges landbrukshøiskole 1895–1909" (1909) och samlingsverket "Landbruksboken".